# Oclusiva bilabial sorda
La oclusiva bilabial sorda es un tipo de sonido consonántico usado en varios idiomas orales. El símbolo en el Alfabeto Fonético Internacional que representa este sonido es p, y el símbolo X-SAMPA equivalente es p. La plosiva bilabial sorda en español es escrita con 'p', como en padre o apio.
La [p] falta aproximadamente en el 10 % de idiomas que tienen la [b]. (Véase [ɡ] referente a una carencia similar). Esta es una característica regional de la "zona circum-sahariana" (La parte de África al norte del Ecuador, incluyendo la península arábiga). No se conoce la antigüedad de esta característica regional, ni si es un fenómeno reciente a causa de que el árabe se emplee como lengua de prestigio…' (el árabe perdió su [p] en tiempos prehistóricos), o si el árabe mismo fue afectado por un patrón regional más antiguo. Se encuentra también en otras áreas.  Por ejemplo, el protocelta y el vasco antiguo están reconstruidos contando con la [b] mas no con la [p].
No obstante, el sonido [p] es muy común a lo largo de la lingüística. La mayoría de los idiomas tiene al menos una [p] simple, y algunos distinguen más de una variedad. Muchos idiomas indios, como el hindi, tienen un contraste  dicotómico o binario (de dos valores distintos) entre la [p] aspirada y la simple.

## Características
Características de la oclusiva bilabial sorda:
- Su modo de articulación es oclusivo, lo que significa que es producida obstruyendo el aire en el tracto vocal.
- Su punto de articulación es bilabial, que significa que es articulada con ambos labios.
- Su tipo de fonación es sorda, que significa que es producida sin vibración de las cuerdas vocales.
- Es una consonante oral, lo que significa que el aire escapa por la boca.
- Es una consonante central, que significa que es producida permitiendo al aire fluir por la mitad de la lengua, en vez de los lados.
- La iniciación es egresiva pulmónica, que significa que es articulada empujando el aire de los pulmones y a través del tracto vocal, en vez del glotis o la boca.

## Variedades de la oclusiva bilabial sorda
| IPA | Descripción    |
| --- | -------------- |
| p   | p simple       |
| pʰ  | p aspirada     |
| pʲ  | p palatalizada |
| pʷ  | p labializada  |
| p˺  | p no soltada   |
| p̌   | p sonora       |
| pʼ  | p eyectiva     |

## Ocurrencias
| Lengua          | Lengua          | Palabra       | IPA       | Significado | Notas                                                       |
| --------------- | --------------- | ------------- | --------- | ----------- | ----------------------------------------------------------- |
| Alemán          | Alemán          | Pack          | [pʰak]    | 'pila'      | Ver Fonología del alemán                                    |
| Castellano      | Castellano      | peso          | [ˈpe̞so]   | 'peso'      | Ver Fonología del español                                   |
| Catalán         | Catalán         | pare          | ['pare]   | 'padre'     | Ver Fonología del catalán                                   |
| Checo           | Checo           | pes           | [pɛs]     | 'perro'     | Ver Fonología del checo                                     |
| Español peruano | Español peruano | palta         | [ˈpal̪.t̪a] | 'aguacate'  | Ver Español peruano                                         |
| Francés         | Francés         | pomme         | [pɔm]     | 'manzana'   | Ver Fonología del francés                                   |
| Georgiano       | Georgiano       | პირი          | [ˈpiri]   | 'boca'      | Ver Fonología del georgiano                                 |
| Griego          | Griego          | πόδι          | [ˈpo̞.ði]  | 'pierna'    | Ver Fonología del griego                                    |
| Hindi           | Hindi           | पाल            | [pɑl]     | 'criar'     | El hindi contrasta las versiones aspirada y no aspirada     |
| Húngaro         | Húngaro         | pápa          | [paːpɒ]   | 'papa'      | Ver Fonología del húngaro                                   |
| Inglés          | Inglés          | pack          | [pʰæk]    | 'paquete'   | Ver Fonología del inglés                                    |
| Italiano        | Italiano        | papà          | [paˈpa]   | 'papá'      | Ver Fonología del italiano                                  |
| Japonés         | Japonés         | ポスト/posuto | [posɯto]  | 'buzón'     | Ver Fonología del japonés                                   |
| Noruego         | Noruego         | pappa         | [pɑpːɑ]   | 'papá'      | Ver Fonología del noruego                                   |
| Pashto          | Pashto          | پانير         | [pɑˈnir]  | 'queso'     | Fonología del pashto                                        |
| Pirahã          | Pirahã          | pibaóí        | [pìbàóí]  | 'nutria'    | Ver Fonología del pirahã                                    |
| Portugués       | Portugués       | pai           | [pai]     | 'padre'     | Ver Fonología del portugués                                 |
| Rumano          | Rumano          | pas           | [pas]     | 'paso'      | Ver Fonología del rumano                                    |
| Ruso            | Ruso            | плод          | [plot]    | 'fruta'     | Contrasta con la forma palatalizada. Ver Fonología del ruso |
| Sueco           | Sueco           | apa           | [ˈaː.pʰa] | 'mono'      | Ver Fonología del sueco                                     |
| Turco           | Turco           | kap           | [käp]     | 'tarro'     | Ver Fonología del turco                                     |

### En árabe
El árabe no tiene la [p], la [p] semítica original, tal como se halla en el acadio, cambió a [f] en tiempos prehistóricos. Los hablantes nativos árabes normalmente interpretan la [p] extranjera como [b] tanto en lenguaje oral como escrito; así el nombre griego Paulus pasó a ser el árabe Bulus, por ejemplo.

### En inglés
El inglés tiene las variantes aspirada y plana [p], pero son alófonas. Cuando ocurre el [p] al principio de una palabra o una sílaba con acento prosódico, como en print, support o potato, entonces siempre es aspirada. Cuando ocurre al principio de una sílaba sin acento que no está al principio de una palabra, como en occupant, vapid o keeper, entonces nunca es aspirada. Cuando la [p] aparece en un conjunto de consonante después de una [s], como en spin, sprain o suspend, tampoco es aspirada. Cuando ocurre al final de una palabra, como en tip, wasp o telescope, normalmente no es aspirado y si la palabra es al final de una frase, entonces la [p] frecuentemente no se pronuncia.

### En georgiano
El georgiano tiene [p] aspirada y eyectiva. Son fonemas distintos, no alófonos. La p aspirada es escrita con ფ. La p eyectiva es escrita con პ .

### En alemán
En alemán, la [p] simple es un alófono de [b], mientras que el fonema escrito como p corresponde a la [pʰ] (aspirada). Este no es el caso en todos los dialectos alemanes, sin embargo, [pʰ] no existe en el idioma austro-bávaro[cita requerida].

### En griego
El griego antiguo tenía [p] simple y aspirada, escritas pi (π) y fi (φ) respectivamente.  La forma aspirada se desarrolló en [f] en tiempos helenísticos, tal vez antes. Al leer el griego antiguo, φ es comúnmente pronunciado [f].
El griego moderno solo tiene [p] (π); φ es pronunciada [f].

### En ubijé
Ubijé, un lenguaje que actualmente está extinguido, tenía variedades de [p] eyectiva y faringealizada: /p pˁ p’ pˁ’/. Las consonantes faringealizadas /pˁ pˁ’/ se encontraban principalmente en las raíces que contenían otra consonante faringealizada.
- Datos: Q237623